# JAMA Surgery
JAMA Surgery è una rivista internazionale sottoposta a revisione paritaria e fondata nel 1920. È la pubblicazione ufficiale dell'Association of VA Surgeons, della Pacific Coast Surgical Association e del Surgical Outcomes Club. È membro della JAMA Network, un consorzio di pubblicazioni sottoposta a revisione paritaria, di medicina generale e specialistiche.
L'attuale (2022) caporedattore è Melina Kibbe dell'Università della Carolina del Nord a Chapel Hill.
Pubblicata online ogni mercoledì, JAMA Surgery esce anche in edizione 
a stampa mensile. Nel 2021, la rivista ha registrato oltre 3,8 milioni di sessioni web e più di 4,7 milioni di visualizzazioni e download di articoli.
Senza alcun onere per gli autori, tutti gli articoli di ricerca sono resi accessibili gratuitamente online 12 mesi dopo la pubblicazione sul sito web. Inoltre, la versione online è disponibile gratuitamente o, con alcune limitazioni, per le istituzioni dei Paesi in via di sviluppo attraverso il programma HINARI dell'Organizzazione Mondiale della Sanità.

## Storia
Nel luglio 1920, l'American Medical Association pubblicò il primo numero di Archives of Surgery. Il dottor William J. Mayo, membro del comitato di redazione e autore del primo editoriale, indicò che Archives of Surgery avrebbe seguito il carattere e il pubblico di riferimento delle riviste gemelle, Archives of Internal Medicine, Archives of Neurology and Psychiatry e American Journal of Diseases of Children.
Mayo disse anche che Archives of Surgery non avrebbe fatto concorrenza alle altre due importanti riviste chirurgiche esistenti all'epoca: Annals of Surgery, fondata nel 1885, e Surgery, Gynecology and Obstetrics, fondata nel 1905.
I fondatori di Archives of Surgery credevano che la creazione di questa nuova rivista chirurgica avrebbe contribuito ad alleviare il carico di pubblicazioni delle altre due, creando al contempo una "sfera a sé stante" che sarebbe stata "sufficientemente utile alla professione da giustificarne l'ingresso nel settore".
Nel gennaio 2013 il nome è stato cambiato in JAMA Surgery, contestualmente alla ridenominazione di tutte le riviste dell'AMA.

### Capiredattori
Si riporta di seguito l'elenco dei capiredattori della rivista:
- Dean Lewis, MD; 1920-1940

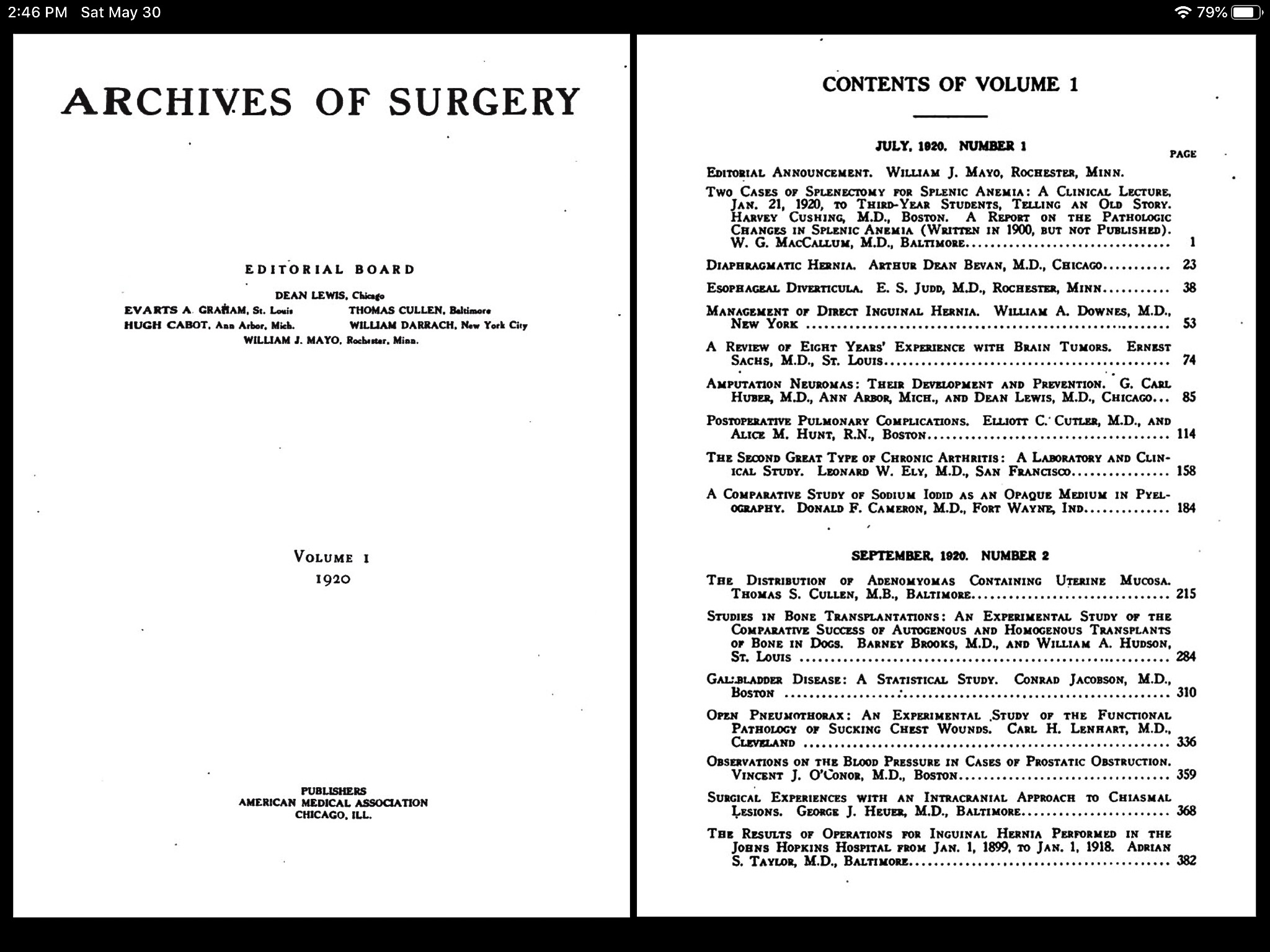
Indice dei contenuti del primo numero di Archives of Surgery (luglio 1920)

- Waltman Walters, MD; 1941-1942 e 1946-1961
- Lester Dragstedt, MD; 1943-1945
- J. Garrett Allen, MD; 1962-1969
- Richard Warren, MD; 1970-1976
- Arthur Baue, MD; 1977-1988
- Claude H. Organ Jr, MD; 1989-2004
- Julie Ann Freischlag, MD; 2005-2014
- Melina Kibbe, MD; 2015-.

## Informazioni editoriali
Il tasso di accettazione per JAMA Surgery è del 14%, con un tempo medio per la prima decisione di 10 giorni e 38 giorni per la revisione paritaria. Tutti gli articoli vengono pubblicati prima online. Ulteriori informazioni sui tipi di articoli pubblicati e sulle politiche editoriali sono disponibili nelle "Istruzioni per gli autori" della rivista.
Gli abstract e gli articoli di JAMA Surgery sono indicizzati da Index Medicus/MEDLINE/PubMed. È anche incluso nella lista delle riviste approvate dalla University Grants Commission of India.
Secondo l'annuale Journal Citation Reports, il fattore di impatto per il 2021 di JAMA Surgery è stato pari a 16,681, posizionandosi al primo posto fra le riviste della categoria chirurgica. Questo continua un precedente che la rivista ha stabilito nel 2018 come prima pubblicazione di chirurgia a superare le due cifre in quell'indice scientometrico.
| Year | IF   | Year | IF    | Year | IF    | Year | IF    | Year | IF    |
| ---- | ---- | ---- | ----- | ---- | ----- | ---- | ----- | ---- | ----- |
| 2002 | 2.55 | 2003 | 2.75  | 2004 | 3.08  | 2005 | 3.05  | 2006 | 3.06  |
| 2007 | 3.49 | 2008 | 4.26  | 2009 | 4.32  | 2010 | 4.50  | 2011 | 4.42  |
| 2012 | 4.10 | 2013 | 4.30  | 2014 | 4.42  | 2015 | 5.66  | 2016 | 7.96  |
| 2017 | 8.50 | 2018 | 10.67 | 2019 | 13.63 | 2020 | 14.77 | 2021 | 16.68 |